# .ne
.ne е интернет домейн от първо ниво за Нигер. Администрира се от SONITEL. Домейнът е представен през 1996 г.